# Шикачик жовтоокий
Шика́чик жовтоокий (Coracina lineata) — вид горобцеподібних птахів родини личинкоїдових (Campephagidae). Мешкає в Австралазії.

## Опис
Довжина птаха становить 23-29 см, розміз крил 49 см, вага 100 г. Виду не притаманний статевий диморфізм. Голова, шия і верхня частина тіла сиза. Від дзьоба до очей ідуть широкі чорні смуги. Стернові пера чорнуваті, центральні стернові пера сизі з широкою чорною смугою на кінці. Підборіддя, горло і верхня частина грудей сизі, решта нижньої частини тіла смугаста, чорно-біла. Дзьоб чорний, очі жовті. Лапи темно-сірі або чорні, відносно короткі. У молодих птахів голова, шия, верхня частина тіла і груди темно-коричневі або темно-сірі з коричневими плямами. Хвіст вузький. Нижня частина тіла смугаста, біло-бура.

## Підвиди
Виділяють десять підвидів:

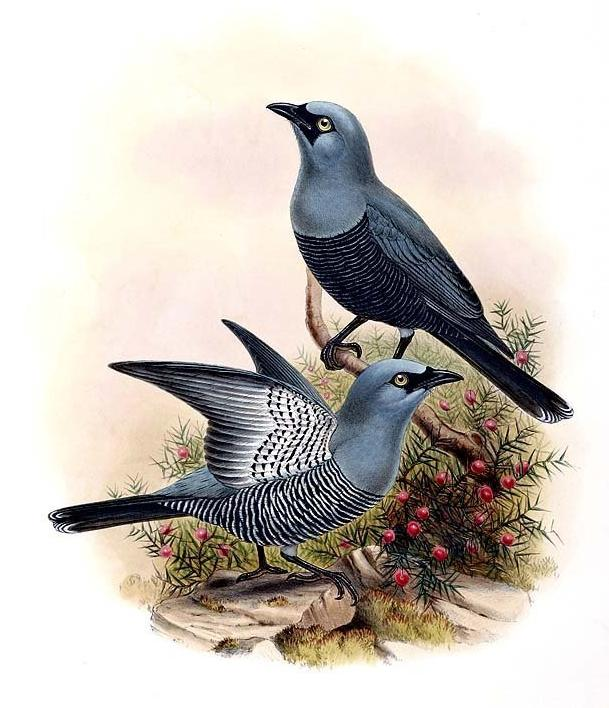
Жовтоокі шикачики

- C. l. axillaris (Salvadori, 1876) — острови Вайгео і Гам (архіпелаг Раджа-Ампат), острови Ару, півострів Чендравасіх, Центральний хребет та інші гори Нової Гвінеї;
- C. l. maforensis (Meyer, AB, 1874) — острів Нумфор[en];
- C. l. sublineata (Sclater, PL, 1879) — острови Нова Британія, Нова Ірландія і Лолобау[en] (архіпелаг Бісмарка);
- C. l. nigrifrons (Tristram, 1892) — північні Соломонові острови (Бука, Бугенвіль, Шуазель і Санта-Ісабель);
- C. l. ombriosa (Rothschild & Hartert, E, 1905) — центральні Соломонові острови (Коломбангара, Нова Джорджія, Рендова[en] та інші);
- C. l. pusilla (Ramsay, EP, 1879) — острів Гуадалканал;
- C. l. malaitae Mayr, 1931 — острів Малаїта;
- C. l. makirae Mayr, 1935 — острів Макіра;
- C. l. gracilis Mayr, 1931 — острови Реннелл і Беллона[en];
- C. l. lineata (Swainson, 1825) — північний схід півострова Кейп-Йорк, східне узбережжя Австралії.

## Поширення і екологія
Жовтоокі шикачики мешкають в Австралії, Індонезії, Папуа Новій Гвінеї та на Соломонових Островах. Вони живуть у вологих і сухих, гірських і рівнинних тропічних лісах, в саванах, на плантаціях і в садах. Ведуть осілий спосіб життя, зустрічаються парами або невеликими зграйками, переважно на висоті від 600 до 1500 м над рівнем моря. Іноді приєднуються до змішаних зграй птахів разом зі строкатоволими і чорнощокими нявкунами. Живляться плодами. Сезон розмноження триває з жовтня по лютий. Гніздо робиться з гілочок і голок казуарин, розміщується на дереві. В кладці 1-2 яйця.